# Guyuk
Guyuk o Güyük (ciríl·lic Гүюг хаан) (vers 1206-1248) fou el tercer gran kan (kakhan) de l'Imperi Mongol. Era fill d'Ogodei i de Toragana i net de Genguis Kan; va regnar del 1246 al 1248.
Guyuk va servir com a oficial sota Genguis Kan i Ogodei. El 1233 fou enviat a conquerir el regne que s'havia creat el jurchen Puxian Wannu, a la frontera nord de Corea, regne que va annexionar.
Va participar en la campanya europea del temps d'Ogodei, dirigida pel general Subotai. En aquestes campanyes van esclatar dissensions: Guyuk i Büri (net de Txagatai, el segon fill de Genguis Kan) no estaven d'acord amb la preeminència de Batu Khan, i donaren mostres clares d'insubordinació. Ogodei els va haver de cridar a Mongòlia. Büri va tenir fins i tot un altercat violent amb Batu. En canvi Mongke, fill de Tului, va deixar l'exèrcit però va romandre en bons termes amb Batu.

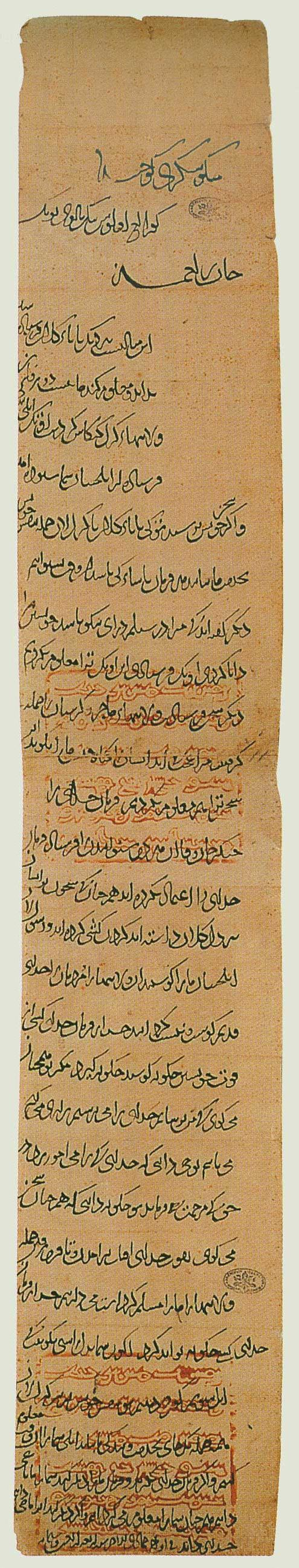
La carta de Güyük al papa Innocenci IV.

Ogodei va morir l'11 de desembre de 1241. La regència de l'imperi fou confiada llavors, sota influència de Txagatai, a la vídua la khatun Toragana. Txagatai va morir el 1242 i llavors el germà petit de Genguis Kan, Temugé Otxigin (els territoris del qual s'estenien per la Mongòlia oriental i la regió de Girin) es va dirigir amb soldats cap als territoris imperials amb intencions poc clares. Tanmateix, l'arribada de Guyuk des d'Europa al seu ulus d'Iemil va estabilitzar la situació. Batu Khan i Guyuk havien quedat enemistats perillosament i el primer va retardar tant com va poder el kuriltai per l'elecció del nou gran kan on s'esperava l'elecció del segon, i quan finalment fou convocat va excusar la seva assistència al·legant una malaltia.
El kuriltai per l'elecció es va celebrar a la primavera o estiu del 1246 prop del llac Kuku Nor, a les fonts de l'Orkhon, i no lluny de Karakorum, o es va aixecar l'anomenada Sira Ordo (Residència d'Or), una gran formació de tendes on van estar presents tots els prínceps genguiskhànides excepte Batu, i molts governadors territorials i reis vassalls; entre els més destacats hi havia Masud Yalawatch, que havia estat reposat com a governador de Turquestan i Transoxiana després de caure temporalment en desgràcia; Argun Agha, governador de Pèrsia oriental; els dos pretendents georgians David Narin i David Lacha, el gran duc Iaroslav II de Rússia, Sempad germà del rei d'Armènia Menor Hetum I, el príncep seljúcida (després soldà el 1249) Kilidj Arslan IV, representants dels atabegs de Kirman, de Fars i de Mosul, i fins i tot un ambaixador del califa de Bagdad i un del soldà de Delhi. Iaroslav II va morir durant el kuriltai i Batu Khan va enviar al seu lloc els seus dos fills Andreu i Alexandre Nevski.
Conforme als desitjos de la regent, Guyuk fou escollit i entronitzat el 24 d'agost de 1246. Guyuk només va acceptar si l'imperi restava hereditari a la seva línia, condició que fou aclamada pels presents. Al cap de dos o tres mesos va morir Toragana en circumstàncies poc clares.
Guyuk afavoria als cristians que celebraven la missa davant la tenda de l'emperador; els seus principals ministres eren nestorians. També ho era el conseller sirià Rabban-ata (xinès: Li-pien-a-ta) encarregat dels afers religiosos. però mantenia la neutralitat i la tolerància habitual. El seu germà petit Godan, que tenia un territori propi al Kansu, va protegir els monjos tibetans del monestir de Saskya. El 1247 Andreu Iaroslàvitx fou nomenat per Guyuk com gran duc de Vladímir. L'armeni Sempad va ser qui, entre els enviats occidentals, millor va comprendre els beneficis de l'aliança mongola. Guyuk li va donar un diploma assegurant al rei d'Armènia Menor la seva protecció i la seva amistat. En una carta escrita per Sempad quan era a Samarcanda (7 de febrer de 1248) al seu cunyat Enric I de Xipre, explica la importància de l'element nestorià a la cort.
Guyuk era sever i gelós del seu poder. Considerava que durant el regnat d'Ogodei i la regència de Toragana el poder de l'estat s'havia reduït, i estava disposat a retornar al poder del gran kan com en temps de Genguis Kan. Va fer investigar la conducta del seu besoncle, Temugé Otchigin, que havia tractat d'atacar a la regent, i va castigar el seu entorn. El kan de l'Ili, Txagatai, que havia mort el 1242, havia transmès la seva herència al seu net Kara Hulagu però Guyuk el va fer deposar i va nomenar al seu lloc al fill gran de Txagatai, Yissu Mangu, que era el seu amic personal (1247).
Guyuk va enviar a Pèrsia a un home de la seva confiança, Eldjigidai, com una mena d'alt comissari, que del 1247 al 1251 va governar superposat al general Baidju, comandant de l'exèrcit mongol del Mughan. A l'Extrem Orient l'administrador financer de les províncies xineses, Abd al-Rahman, fou executat acusat de prevaricació i substituït per Masud Yalawatch. El kerait Tchinqai (que era nestorià) va recuperar el seu càrrec de camarlenc imperial. Geòrgia fou repartida entre els dos pretendents: Lacha el Kartli i Narin (fill de la reina Russudan) l'Imerècia. Al Soldanat de Rum o Konya, el tron fou donat a Kilidje Arslan IV en preferència sobre el seu germà gran Kai Kabus II, que regnava fins aleshores.
Per aturar l'autonomia creixent de les diverses branques genguiskhànides, Guyuk va començar per la branca de Jotxi o jòcida, és a dir amb Batu Khan. Al començament del 1248 es preparava una guerra entre Guyuk i Batu. El primer, al·legant que es volia acostar al seu domini hereditari al Iemil, va sortir de Karakorum cap a l'oest. Batu fou alertat per la princesa Sorgaqtani, cap de la casa de Tului, i es va avançar cap a Semirechie arribant a Alaqman, a set dies de Qayaligh (prop de la moderna Kopal). La guerra era inevitable, però Guyuk, a causa de l'abús de l'alcohol i les dones, va morir a una setmana de camí de Bechbaligh. La data exacta de la mort no és coneguda, però les fonts xineses la situen entre el 27 de març i el 24 d'abril. Tenia llavors 43 anys.
La regència va passar a la seva vídua Oghul Qaïmich